# Powiatowa Komunikacja Karkonoska
Powiatowa Komunikacja Karkonoska – sieć publicznego transportu zbiorowego, którego organizatorem jest powiat karkonoski, funkcjonująca od 1 lutego 2021. Operatorem przewozów jest Przedsiębiorstwo Komunikacji Samochodowej „Tour”. Autobusy w liczbie 18 obsługiwały początkowo 11 linii, docierając do 30 miejscowości we wszystkich gminach powiatu. W 2021 założono wykonanie 45 tys. kursów i 800 tys. kilometrów. 2 stycznia 2022 doszła dwunasta linia (nr 110), a liczba obsługiwanych miejscowości wzrosła do 40. 1 kwietnia 2022 na podstawie porozumienia powiatów karkonoskiego i lwóweckiego z 4 marca 2022 uruchomiono linię 107 do Lwówka Śląskiego, kursującą początkowo tylko w dni robocze.
Powodem uruchomienia sieci połączeń było wykluczenie komunikacyjne znacznej części powiatu karkonoskiego, w obrębie którego 16 miejscowości pozbawionych było jakichkolwiek połączeń.
W 2023 dotacja z Funduszu Rozwoju Przewozów Autobusowych na organizację komunikacji dla powiatu karkonoskiego, płatna przez Dolnośląski Urząd Wojewódzki, wyniosła 1 milion 815 tysięcy złotych za 605 tysięcy wozokilometrów. W 2021 dotacja ta wyniosła blisko 2,5 mln zł, pokrywając ponad 90% kosztów. Z kolei w 2025 dotacja wyniosła 1.699.121 zł, a wkład własny powiatu 192.568,82 zł.
W ciągu pierwszego roku funkcjonowania z autobusów skorzystało blisko 500 tys. pasażerów.
Przewóz rowerów i bagażu na sieci PKK jest bezpłatny.
Obsługa sieci komunikacyjnej odbywa się na następujących liniach:
- 100 Jelenia Góra – Kowary – Karpacz Górny (od 2025 powiat przestał być organizatorem linii)
- 101 Jelenia Góra – Chrośnica
- 102 Jelenia Góra – Janowice Wielkie – Kowary – Jelenia Góra (linia okrężna)
- 103 Jelenia Góra – Kowary Górne (od 2025 powiat przestał być organizatorem linii)
- 104 Jelenia Góra – Podgórzyn – Karpacz Górny (od 2025 powiat przestał być organizatorem linii)
- 105 Jelenia Góra – Podgórzyn – Kowary Górne
- 106 Karpacz – Podgórzyn – Szklarska Poręba Górna (linia sezonowa, od 4 stycznia 2025 przedłużona do Jakuszyc[13])
- 107 Jelenia Góra – Wleń – Lwówek Śląski
- 108 Jelenia Góra – Wojcieszyce – Stara Kamienica – Jelenia Góra (linia okrężna)
- 109 Jelenia Góra – Szklarska Poręba Górna – Jakuszyce (od 2025 powiat przestał być organizatorem linii, skróconej do Szklarskiej Poręby)
- 110 Jelenia Góra – Mysłakowice – Karpacz (w 2025 linia została zlikwidowana)
- 112 Jelenia Góra – Kowary – Janowice Wielkie – Jelenia Góra (linia okrężna)
- 118 Jelenia Góra – Stara Kamienica – Wojcieszyce – Jelenia Góra (linia okrężna)[14]

Kursy na ww. liniach realizowane były pierwotnie od poniedziałku do soboty (z wyjątkiem linii 110), a na liniach 100, 104, 106 i 109 również w niedziele.
Uruchomienie Powiatowej Komunikacji Karkonoskiej stało się impulsem do uruchomienia podobnych sieci w powiatach lwóweckim (Powiatowa Komunikacja Lwówecka od 1 marca 2022) i lubańskim (Izerska Komunikacja Autobusowa IZERKA od 22 listopada 2021), a także komunikacji międzypowiatowej (linie 200 Lwówek Śląski – Mirsk i 217 Jelenia Góra – Lubań; uruchomione 1 marca 2022 oraz 207 Jelenia Góra – Lubomierz – Gryfów Śląski – Świeradów-Zdrój; 1 kwietnia 2022). 